# 中国古动物馆
中国古动物馆（英語：Paleozoological Museum of China，缩写“PMC”），位于北京市西城区西直门外大街142号，是中国科学院古脊椎动物与古人类研究所创建的中华人民共和国第一家“以古生物化石为载体，系统普及古生物学、古生态学、古人类学及进化论知识的国家级自然科学类专题博物馆”，目前是亚洲最大的古动物博物馆。

## 历史
1994年10月，中国古动物馆建立，1995年12月在北京正式对外开放。馆址位於西直門外大街路南，地处北京天文館以西。
中国古动物馆是“全国青少年科技教育基地”、“北京市青少年教育基地”、“中国古生物学会科普教育基地”、“中央国家机关思想教育基地”。

## 展览
中国古动物馆按照古动物的演化序列分为两馆（古脊椎动物馆、树华古人类馆）、五个展厅（古鱼类和古两栖动物展厅、古爬行动物和古鸟类展厅、古哺乳动物展厅、古人类与旧石器展厅、东厅特展展厅）。该馆依托中国科学院古脊椎动物与古人类研究所近百年收藏的20多万件标本，展出了从中挑选出的藏品900多件，包括从寒武纪至距今1万年前史前时代的地层中的各类化石标本、旧石器标本和模型，其中有无颌类、鱼类、两栖动物、爬行动物、鸟类、哺乳动物、古人类化石及旧石器等等，展现了史前动物及古人类的遗存和遗迹。
展出的藏品中包括镇馆之宝“中国第一龙”许氏禄丰龙，以及马门溪龙、黄河象等知名的化石，还有带羽毛的恐龙、世界最原始的龟等最新研究热点化石。